# Friss Hús Budapest Nemzetközi Rövidfilmfesztivál
A Friss Hús Budapest Nemzetközi Rövidfilmfesztivál egy nemzetközi rövidfilmes fesztivál, amit Budapesten rendeznek meg. A fesztivált 2013-ban alapították, és minden évben tavasszal tartják a Toldi moziban. A fesztivál főszervezője a Daazo. Az évek során szerepelt a magyar szekcióban többek között Deák Kristóf Oscar-díjas rövidfilmje, a Mindenki, illetve a 2016-os cannes-i fesztivál Kritikusok Hete szekciójában bemutatott Superbia, Tóth Luca animációja is.

## A fesztivál díjazottjai
| 2013 | 2014 |
| --- | --- |
| Közönségdíjak: - Nagy Dénes – Lágy eső - Tóth Barnabás – Újratervezés | Díjnyertes alkotások: - Legjobb magyar rövidfilm: Bucsi Réka – Symphony No. 42 - Legjobb nemzetközi rövidfilm: Chema García Ibarra – Misterio (Spanyolország) - Daazo-különdíj: Brauner Máté – Előbb adtam - Acnecom kulturális és designügynökség különdíja: Hartung Attila – Ischler - Közönségdíj: Kovács István – Csúszópénz A zsűri külön kiemelte a következő alkotásokat: - Visky Ábel – Játszótársak - Szentpéteri Áron – Delfinkirály - Gelley Bálint – Otthon |
| 2015 | 2016 |
| Díjnyertes alkotások: - Legjobb magyar rövidfilm: Szilágyi Fanni – A kamaszkor vége - Legjobb magyar animáció: Kreif Zsuzsanna és Zétényi Borbála – Limbo Limbo Travel - Legjobb nemzetközi rövidfilm: Daisy Jacobs – The Bigger Picture (UK) A zsűri külön kiemelte a következő alkotásokat: - Lichter Péter – Rimbaud - Barbara Ott – Sunny Pitchfórum díjai: - Lovas Nándor-díj (a pitchfórum legjobb filmterve): Nagy V. Gergő – Erős áll | Díjnyertes alkotások: - Legjobb magyar rövidfilm: Ferenczik Áron – Szabó úr - Legjobb magyar animáció: Bucsi Réka – LOVE - Legjobb nemzetközi rövidfilm: Fyzal Boulifa – Rate Me (UK) A zsűri külön kiemelte a következő alkotásokat: Az élőszereplős szekcióban: - Oláh Kata – En passant - Szilágyi Fanni – Fehér farkas Az animációs szekcióban: - Kopasz Milán – Beyond Pitchfórum díjai: - Lovas Nándor-díj: Deák Kristóf – A legjobb játék A Daazo.com továbbá kiemelte Deák Kristóf Mindenki című filmjét. |
| 2017 | 2018 |
| Díjnyertes alkotások: - Legjobb magyar rövidfilm: Freund Ádám – Földiek - Legjobb magyar animáció: Tóth Luca – Superbia - Legjobb magyar színész: Vilmányi Benett – az Asszó és a Welcome c. filmekben nyújtott alakításáért - Legjobb magyar színésznő: Láng Annamária – a Nem történt semmi c. filmben nyújtott alakításáért - Legjobb nemzetközi rövidfilm: Erik Ivar Saether & Nicolai Berg Hansson: Glass House (Norvégia) - Expats szekció közönségdíja: Steinmetz Anikó – Kiút - Daazo Fesztiválforgalmazói díj: Halász Júlia és Rubi Anna – A Birodalom utolsó napja - OTP Junior-díj (a legígéretesebb 30 év alatti magyar rendezőnek): Fekete Tamás – Asszó A zsűri elismerő oklevéllel díjazta a következő alkotásokat: Az élőszereplős szekcióban: - Fatér Ambrus – Légmell - Szentpéteri Áron – Láthatatlanul A nemzetközi versenyprogramban: - Leonardo van Dijl – Umpire A pitchfórum díjai: - Lovas Nándor-díj: Hermán Árpád – Goodbye Frank - A Momentán társulat különdíja: Hermán Árpád – Goodbye Frank A kritikaíró verseny díja: - Legjobb filmkritika: Kis-Sipos Fanni – A felszabadulás konfliktusai A kritikaíró pályázat zsűrije továbbá elismerő oklevelet adott Benke Attila, Illyés Bence, Varga Ákos és Szerényi Tamás pályamunkáiért is. | Díjnyertes alkotások: - Legjobb magyar rövidfilm: Kis Hajni – Last Call - Legjobb magyar animáció: Hegyi Olivér – Take Me Please - Legjobb magyar színész: Nagy Norbert – a Rossz színész c. filmben nyújtott alakításáért - Legjobb magyar színésznő: Für Anikó – az Anyák napja c. filmben nyújtott alakításáért - Legjobb nemzetközi rövidfilm: Kaveh Mazaheri – Retouch (Irán) - A legígéretesebb 30 év alatti magyar rendező díja: Nagy Szabolcs – Fiaskó A zsűri elismerő oklevéllel díjazta a következő alkotásokat: A magyar versenyprogramban: - Vácz Péter – Párnaarc - Deák Kristóf – A legjobb játék - Kovács István – Ostrom A nemzetközi versenyprogramban: - Sorayos Prapapan – Death of the Sound Man Közönségdíjak - Legjobb queer rövidfilm: Kis Hajni – Szép alak - Legjobb horror rövidfilm: Teemu Niukkanen – Fucking Bunnies - Legjobb nemzetközi rövidfilm: Chintis Lundgren – Manivald (Észtország) - Legjobb plakát: Brunszkó László – Rossz színész A pitchfórum díja: - Lovas Nándor-díj: K. Kovács Ákos – Branka A kritikaíró verseny díja: - Legjobb filmkritika: Simor Kamilla – Millió dolláros bébi dán módra A kritikaíró pályázat zsűrije továbbá elismerő oklevelet adott Gubán Mária Gyűlöletszex a lengyel panelban és Varga Ákos Futás, boksz, sör és szex című pályamunkáiért is. |